# 小川の滝

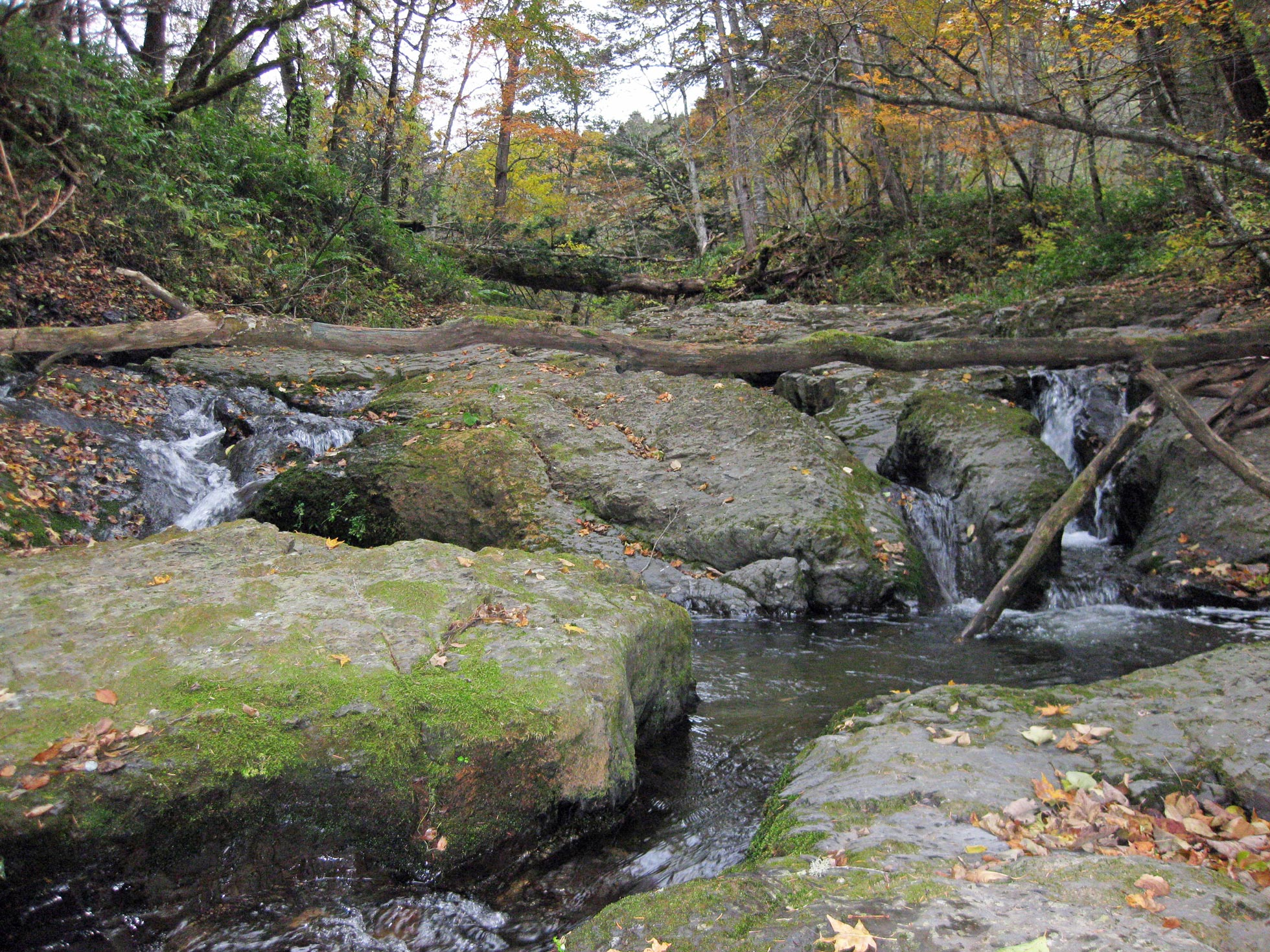
小川の滝(上流側)

小川の滝（こがわのたき）は、北海道中川郡豊頃町にある滝である。牛首別川支流の小川にある。
なお、牛首別川は十勝川と合流して太平洋に注ぐ。

## 概要
開拓時代より知られていた滝であり、落差は約2 m程である。
上流部分に岩肌を水が流れ落ちる様子が見られる。下流側では巨石の間を水が流れ落ちる。
未舗装の林道を5 km以上進む必要があることからアクセスは悪い。周辺に民家は無い。

## アクセス
道道210号線より林道を8 km程入ったところに位置している。
尚、林道は道道210号線から3 km程は舗装されているが、残り約5 kmは未舗装である。
「滝の下歩道入り口」と書かれた木製の小さな看板があり、周辺に自動車を3台程度駐車できるスペースがある。

## 地質
周辺は付加体によって形作られた火成岩と堆積岩質の境界部分に位置しており、断層がある。